# Hot R&B/Hip-Hop Songs
Популярные Ар-эн-Би/хип-хоп песни (Hot R&B/Hip-Hop Songs) — еженедельный, публикуемый американским журналом Billboard, хит-парад наиболее популярных современных ритм-н-блюзовых и Хип-хоп-песен в США.
Чарт начинает свою историю с 1942 года и отслеживает успех поп-музыки в мегаполисах. Неоднократно доминировавшие в чарте стили (джаз, ритм-н-блюз, рок-н-ролл, соул и фанк) были смещены в современный ритм-н-блюз и хип-хоп.
Чарт включает в себя самые популярные ритм-н-блюз и хип-хоп-песни, набравшие большее количество еженедельных радиоротаций в жанре Современной городской музыки, а также количество проданных треков или синглов в музыкальных магазинах.

## История
Официальные названия чарта:
| Начало       | Конец        | Название чарта                   |
| ------------ | ------------ | -------------------------------- |
| Октябрь 1942 | Февраль 1945 | The Harlem Hit Parade            |
| Февраль 1945 | Июнь 1949    | Race Records                     |
| Июнь 1949    | Октябрь 1958 | Rhythm & Blues Records*          |
| Октябрь 1958 | Ноябрь 1963  | Hot R&B Sides                    |
| Ноябрь 1963  | Январь 1965  | **                               |
| Январь 1965  | Август 1969  | Hot Rhythm & Blues Singles       |
| Август 1969  | Июль 1973    | Best Selling Soul Singles        |
| Июль 1973    | Июнь 1982    | Hot Soul Singles                 |
| Июнь 1982    | Октябрь 1990 | Hot Black Singles                |
| Октябрь 1990 | 1998         | Hot R&B Singles                  |
| 1998         | 2005         | Hot R&B/Hip-Hop Singles & Tracks |
| 2005         | —            | Hot R&B/Hip-Hop Songs            |

* — В период между 1948 и 1955 годами, существовали отдельные чарты Best Sellers (Бестселлеры) и Juke Box plays (Хиты радиостанций). В 1955 году появился третий — Jockeys chart (Чарт диджеев), основанный на количестве ротаций. Эти три чарта были объединены в единственный — R&B чарт в октябре 1958 года.
** — С 30 ноября 1963 по 23 января 1965 года R&B чарта не существовало, его отменили в конце 1963 года, когда Billboard определил, что чарт более не нужен из-за расцвета звукозаписывающей компании Motown и его направленности на афроамериканскую аудиторию слушателей. В 1965 году чарт был восстановлен.
Название чарта было изменено на Hot R&B/Hip-Hop Singles & Tracks, где, аналогично хит-параду Hot 100, треки только для ротации (альбомные треки) могли войти в чарт в 1998 году. Billboard модифицировал название чарта до Hot R&B/Hip-Hop Songs в 2005.

## Рекорды чарта и другие факты
Арета Франклин и Стиви Уандер имеют наибольшее количество хитов #1 в чарте R&B — с 20 и 19 хитами соответственно. В 2019 году абсолютный рекорд поставил хит «Old Town Road» (Lil Nas X при участии Билли Рэй Сайруса), продержавшись 20 недель на вершине чарте. До него две старые песни Джо Лиггинса «The Honeydripper» 1945 года и песня Луиса Джордана «Choo Choo Ch’Boogie» 1946 года — долгое время оставались самыми продолжительными по количеству недель на первой строчке чарта — 18. Среди более новых песен в «Be Without You» певицы Мэри Джей Блайдж провела самое длительное время на первом месте: пятнадцать недель. Следом за этим рекордом идут две песни, которые удерживали вершину чарта в течение четырнадцати недель: «Nobody’s Supposed To Be Here» певицы Deborah Cox в 1998 году и песня Мэрайи Кэри — «We Belong Together» в 2005-м.

### Синглы по числу недель на № 1
20 недель
- «Old Town Road» (2019) — Lil Nas X при участии Билли Рэй Сайруса[5]

18 недель
- «The Honeydripper (Parts 1 & 2)» (1945) — Joe Liggins[англ.] and His Honeydrippers[4]
- «Choo Choo Ch'Boogie» (1946) — Луи Джордан и его Tympany Five[англ.][4]
- «One Dance» (2016) — Дрейк при участии Wizkid[англ.] and Kyla[6]
- «Industry Baby» (2021—2022) — Lil Nas X при участии Jack Harlow

17 недель
- «Ain't Nobody Here but Us Chickens» (1947) — Louis Jordan and His Tympany Five[4]

16 недель
- «Hey! Ba-Ba-Re-Bop» (1946) — Лайонел Хэмптон и его Оркестр[4]
- «Blurred Lines» (2013) — Робин Тик при участии T.I. и Фаррелла Уильямса[7]

15 недель
- «Trouble Blues» (1949) — Трио Чарльза Брауна[4]
- «Be Without You» (2006) — Mary J. Blige[7]

### Исполнители с наибольшим количествомHot R&B/Hip-Hopхитов #1
С октября 1958 года.
| Число синглов | Исполнитель     | Ссылка        |
| ------------- | --------------- | ------------- |
| 23            | Дрейк           | [ 9 ]         |
| 20            | Арета Франклин  | [ 11 ]        |
| 20            | Стиви Уандер    | [ 10 ] [ 12 ] |
| 17            | Джеймс Браун    | [ 10 ] [ 13 ] |
| 16            | Джанет Джексон  | [ 14 ]        |
| 15            | The Temptations | [ 15 ]        |

С учётом предыстории чарта (до октября 1958 года) третье место занимает Луис Джорден — 18 чарттопперов, а далее следуют:
7. Марвин Гей — 13
7. Майкл Джексон — 13
9. Ашер — 12
10. Ар Келли — 11
11. Мэрайя Кэри — 10
11. The O'Jays — 10
11. Gladys Knight & the Pips — 10
11. Kool & the Gang — 10

### Исполнители с наибольшим числом хитов в top-10Hot R&B/Hip-Hop
| Число синглов | Исполнитель  | Ссылка |
| ------------- | ------------ | ------ |
| 98            | Дрейк        | [ 9 ]  |
| 57            | Джеймс Браун | [ 16 ] |

### Исполнители с наибольшим числом хитов в top-40Hot R&B/Hip-Hop
| Число синглов | Исполнитель  | Ссылка |
| ------------- | ------------ | ------ |
| 156           | Дрейк        | [ 17 ] |
| 98            | Лил Уэйн     | [ 17 ] |
| 96            | Jay-Z        | [ 17 ] |
| 91            | Джеймс Браун | [ 17 ] |
| 81            | Канье Уэст   | [ 17 ] |

### Песни с наибольшим число недель нахождения в чарте
- 75 недель — «Be Without You» — Мэри Джей Блайдж (2005)[18]
- 74 недели — «God In Me» — Mary Mary (2009)[19]
- 73 недели — «On the Ocean» — K'Jon (2009)[20]
- 71 неделю -

«You Make Me Wanna...» — Ашер (1997)
«There Goes My Baby» — Ашер (2010)
- 70 недель — «Step in the Name of Love» — R. Kelly (2003)[22]

## Bubbling Under R&B/Hip-Hop Singles
The Bubbling Under R&B/Hip-Hop Singles — хит-парад, состоящий из 25 мест, в который входят песни, которые находятся на подступах в основной чарт Hot R&B/Hip-Hop. Чарт Bubbling Under R&B/Hip-Hop Singles можно рассматривать как эквивалент 51—75 позиций Hot R&B/Hip-Hop Songs, однако в него могут входить только те композиции, которые ранее не попадали в основной чарт.